# Teenz
Teenz – polska grupa influencerów oraz kanał na YouTube, który powstał w 2024 roku, w którego skład wchodzi 10 osób.
Od początku działalności kanał zgromadził 530 tys. subskrypcji oraz ponad 190 mln wyświetleń (stan na 28.07.2025).

## Historia
Polska grupa influencerów, która została założona w 2024 r. przez firmę Head Start Agency. W skład tej grupy wchodzą: Borys Ryskala, Santia Kozłowska, Eliza Macudzińska, Gracjan Pawłowski, Marcel Gawroński, Emilia Bober, Wiktor Zaborowski oraz Julia Sanczenko. W 2025 do grupy dołączyli także Anthony Chaplin, Olga Kot oraz Kalina Matczak, natomiast zespół opuścił członek 1. sezonu – Gracjan Pawłowski.
Teenz zostało zapowiedziane piosenką „Nasz czas”, która 31 grudnia 2024 uzyskała status złotej płyty w Polsce. Grupa miała przerwę od marca do maja 2025 roku. Wydając singel „Drugi sezon” ogłosili powrót, poinformowali o odejściu członka 1. sezonu – Gracjana Pawłowskiego oraz przedstawili trzech nowych uczestników projektu: Anthony'ego Chaplin, Olgę Kot oraz Kalinę Matczak.

## Członkowie
| Członek            | Sezon          | Sezon        |
| Członek            | 1. (2024-2025) | 2. (od 2025) |
| ------------------ | -------------- | ------------ |
| Gracjan Pawłowski  | •              |              |
| Santia Kozłowska   | •              | •            |
| Borys Ryskala      | •              | •            |
| Eliza Macudzińska  | •              | •            |
| Marcel Gawroński   | •              | •            |
| Emilia Bober       | •              | •            |
| Wiktor Zaborowski  | •              | •            |
| Julia Sanczenko    | •              | •            |
| Anthony Chaplin    |                | •            |
| Olga „Kotolga” Kot |                | •            |
| Kalina Matczak     |                | •            |

## Dyskografia

### Single
| Rok  | Tytuł                | Certyfikat          | Sprzedaż       |
| ---- | -------------------- | ------------------- | -------------- |
| 2024 | „Nasz czas”          | - ZPAV: złota płyta | - POL: 25 000+ |
| 2024 | „Podróże”            |                     |                |
| 2024 | „Besties”            |                     |                |
| 2024 | „Cocolini”           |                     |                |
| 2024 | „Ostatni dzwonek”    |                     |                |
| 2024 | „W twoich ramionach” |                     |                |
| 2024 | „Serce dla drużyny”  |                     |                |
| 2024 | „Girls power”        |                     |                |
| 2024 | „Teenz”              |                     |                |
| 2025 | „Poolparty”          |                     |                |
| 2025 | „Drugi sezon”        |                     |                |
| 2025 | „Słońca blask”       |                     |                |
| 2025 | „Zimna lemoniada”    |                     |                |

### Inne utwory wydane w trakcie trwania projektu
| Rok  | Tytuł                                                |
| ---- | ---------------------------------------------------- |
| 2024 | „Powiedz, że kochasz” (Gawronek & Eliza Macudzińska) |
| 2024 | „Grill u Gawrona” (Gawronek, Malik Montana)          |
| 2025 | „Travis Scott” (Gawronek, Monkey Jee)                |
| 2025 | „To tylko sen” (Gracjan Pawłowski)                   |
| 2025 | „Łapię się gwiazd” (Eliza Macudzińska)               |
| 2025 | „Tylko z Tobą” (Santia, Borys Ryskala)               |